# 浮桥镇
浮桥镇是中国江苏省苏州市太仓市下辖的一个镇，位于太仓东部，靠近长江，东临上海崇明岛，2010年常住人口11万，现或称「港区」，是江苏省第一大港。

## 行政区划
浮桥镇下辖9个社区居委会及52个村委会，分别是：
茜泾社区、马北社区、牌楼社区、浮桥社区、九曲社区、老闸社区、时思社区、六尺社区、建红社区、和平花园社区、新城花园社区、三里村、茜泾村、马北村、丁泾村、牌楼村、新邵村、陆公村、七丫村、和平村、浮南村、浮桥村、时思村、鹿新村、庵弄村、浪港村、红星村、新仓村、方桥村、先锋村、老闸村、绿化村和三市村。